# Lijst van nummer 1-hits in Ierland in 2006
Deze hits stonden in 2006 op nummer 1 in de Ierse Single Top 100, de bekendste hitlijst in Ierland.
| Datum        | Artiest                       | Titel                                                |
| ------------ | ----------------------------- | ---------------------------------------------------- |
| 5 januari    | Shayne Ward                   | That's My Goal                                       |
| 12 januari   | Shayne Ward                   | That's My Goal                                       |
| 19 januari   | Shayne Ward                   | That's My Goal                                       |
| 26 januari   | Shayne Ward                   | That's My Goal                                       |
| 2 februari   | Shayne Ward                   | That's My Goal                                       |
| 9 februari   | Shayne Ward                   | That's My Goal                                       |
| 16 februari  | Shayne Ward                   | That's My Goal                                       |
| 23 februari  | Pat Shortt                    | Jumbo Breakfast Roll                                 |
| 2 maart      | Pat Shortt                    | Jumbo Breakfast Roll                                 |
| 9 maart      | Pat Shortt                    | Jumbo Breakfast Roll                                 |
| 16 maart     | Pat Shortt                    | Jumbo Breakfast Roll                                 |
| 23 maart     | Pat Shortt                    | Jumbo Breakfast Roll                                 |
| 30 maart     | Pat Shortt                    | Jumbo Breakfast Roll                                 |
| 6 april      | Gnarls Barkley                | Crazy                                                |
| 13 april     | Shayne Ward                   | No Promises                                          |
| 20 april     | Gnarls Barkley                | Crazy                                                |
| 27 april     | Gnarls Barkley                | Crazy                                                |
| 4 mei        | Gnarls Barkley                | Crazy                                                |
| 11 mei       | Gnarls Barkley                | Crazy                                                |
| 18 mei       | Gnarls Barkley                | Crazy                                                |
| 25 mei       | Gnarls Barkley                | Crazy                                                |
| 1 juni       | Gnarls Barkley                | Crazy                                                |
| 8 juni       | Sandi Thom                    | I Wish I Was a Punk Rocker (With Flowers in My Hair) |
| 15 juni      | Shakira & Wyclef Jean         | Hips Don't Lie                                       |
| 22 juni      | Shakira & Wyclef Jean         | Hips Don't Lie                                       |
| 29 juni      | Shakira & Wyclef Jean         | Hips Don't Lie                                       |
| 6 juli       | Shakira & Wyclef Jean         | Hips Don't Lie                                       |
| 13 juli      | Shakira & Wyclef Jean         | Hips Don't Lie                                       |
| 20 juli      | Shakira & Wyclef Jean         | Hips Don't Lie                                       |
| 27 juli      | Shakira & Wyclef Jean         | Hips Don't Lie                                       |
| 3 augustus   | Shakira & Wyclef Jean         | Hips Don't Lie                                       |
| 10 augustus  | Shakira & Wyclef Jean         | Hips Don't Lie                                       |
| 17 augustus  | Cascada                       | Everytime We Touch                                   |
| 24 augustus  | Cascada                       | Everytime We Touch                                   |
| 31 augustus  | Justin Timberlake & Timbaland | SexyBack                                             |
| 7 september  | Justin Timberlake & Timbaland | SexyBack                                             |
| 14 september | Justin Timberlake & Timbaland | SexyBack                                             |
| 21 september | Justin Timberlake & Timbaland | SexyBack                                             |
| 28 september | Cascada                       | Everytime We Touch                                   |
| 5 oktober    | Cascada                       | Everytime We Touch                                   |
| 12 oktober   | Cascada                       | Everytime We Touch                                   |
| 19 oktober   | Cascada                       | Everytime We Touch                                   |
| 26 oktober   | Beyoncé                       | Irreplaceable                                        |
| 2 november   | Beyoncé                       | Irreplaceable                                        |
| 9 november   | U2 & Green Day                | The Saints Are Coming                                |
| 16 november  | Westlife                      | The Rose                                             |
| 23 november  | Akon & Eminem                 | Smack That                                           |
| 30 november  | Akon & Eminem                 | Smack That                                           |
| 7 december   | Akon & Eminem                 | Smack That                                           |
| 14 december  | Akon & Eminem                 | Smack That                                           |
| 21 december  | Leona Lewis                   | A Moment Like This                                   |
| 28 december  | Leona Lewis                   | A Moment Like This                                   |